# Kroktjärnen (Lits socken, Jämtland)
Kroktjärnen är en sjö i Östersunds kommun i Jämtland och ingår i Indalsälvens huvudavrinningsområde.